# Азарёнок, Юрий Владимирович
Ю́рий Влади́мирович Азарёнок (бел. Юрый Ўладзіміравіч Азаронак; 27 февраля 1965, Рудня, Витебская область — 27 февраля 2025) — белорусский режиссёр документальных фильмов, пропагандист и общественный деятель. Заслуженный деятель культуры Республики Беларусь (2007). Приобрёл известность благодаря своим документальным фильмам о белорусской оппозиции. Бывший сотрудник отдела информации и общественных связей Управления делами президента Беларуси. Отец белорусского журналиста и пропагандиста Григория Азарёнка.

## Биография
Юрий Азарёнок родился 27 февраля 1965 года в деревне Рудня, Витебской области. В начале 1990-х годов вступил в «Славянский собор Белая Русь». В 1994 году окончил БГАИ.
Приобрёл известность после выхода на телеэкраны его документального фильма «Ненависть. Дети лжи», в котором провёл сравнительное описание коллаборационистов времён Великой Отечественной войны и современную белорусскую оппозицию, в частности Белорусский Народный Фронт. Фильм был показан накануне референдума 1995 года и вызвал большой негативный резонанс в обществе. В 1996 году снимает фильм «Закулиса» о связи белорусской оппозиции с иностранными политическими и финансовыми силами. В 2000 году стал заведующим литературно-драматической редакцией Национальной государственной телерадиокомпании.
Накануне президентских выборов 2001 года создал документальный сериал «Тайные пружины политики», в котором освещал деятельность белорусской оппозиции и различных зарубежных фондов и центров в негативном ключе. 13 декабря 2001 года суд Первомайского района Минска принял решение удовлетворить гражданский иск председателя Объединённой гражданской партии Анатолия Лебедько к автору цикла передач «Тайные пружины политики» Юрию Азаренку и Белорусскому телевидению (БТ). Суд пришёл к выводу, что информация, которая распространялась фильме не соответствует действительности и является порочащей достоинство и деловую репутацию политика, поэтому она должна быть опровергнута в СМИ и на БТ. Позже вышестоящая инстанция отменила это решение. В связи с этим фильмом в суд на автора и телеканал подавал также Семён Домаш, кандидат на президентских выборах 2001 года. Павел Козловский (Министр обороны Республики Беларусь в 1992—1994 гг) обвинил автора фильма в попытке запугать его.
После президентских выборов — руководитель информационного отдела Белорусского патриотического союза молодёжи. В апреле 2003 года назначен пресс-секретарём Генеральной прокуратуры Республики Беларусь. В 2006 году выпустил цикл фильмов «Духовная война». Руководство Белорусской православной церкви выступило против демонстрации этих фильмов на православной выставке-ярмарке «Вербный кирмаш». По мнению священнослужителей показ таких фильмов может дискредитировать Белорусскую православную церковь и её руководство в глазах прихожан и общественности.
В апреле 2006 года за активную поддержку президента Александра Лукашенко Юрию Азарёнку был запрещён въезд в США и страны Евросоюза.
2 июня 2005 года указом Президента назначен заместителем Председателя Национальной государственной телерадиокомпании. На конкурсе песни «Евровидение 2007» Юрия ударил Филипп Киркоров, который в то время был продюсером Димы Колдуна. 31 декабря 2007 года Александр Лукашенко подписал указ о присвоении Юрию Азарёнку почётного звания «Заслуженный деятель культуры Республики Беларусь». После следующего «Евровидения 2008» указом Президента Республики Беларусь от 13 июня 2008 года № 331 освобождён от должности заместителя Председателя Национальной государственной телерадиокомпании за совершение проступка, несовместимого с нахождением на государственной службе (подпункт 1.9 пункта 1 статьи 40 Закона Республики Беларусь «О государственной службе в Республике Беларусь»). По словам самого Юрия, он сильно расстроился из-за проигрыша Руслана Алехно, злоупотребил алкоголем, пропустил рейс и «попал под горячую руку».
C 2009 года и до своей смерти был руководителем телеканала для глухих и слабослышащих людей «Жест-ТВ».
В конце января 2014 года стало известно, что Юрий Азарёнок стал работать в отделе информации и общественных связей Управления делами президента под началом Виктора Шеймана.
Юрий Азарёнок скончался 27 февраля 2025 года, в день своего 60-летия, после продолжительной болезни.

## Личная жизнь
Сын — Григорий Азарёнок (род. 18 октября 1995, Минск), работает журналистом на белорусском телеканале «СТВ».

## Фильмография
- 1991 — Меня хотят убить
- 1993 — Бал сатаны
- 1994 — Монолог после смерти
- 1994 — Ненависть. Дети лжи
- 1995 — Смертный грех
- 2001 — Тайные пружины политики
- 2004 — Конспирология
- 2006 — Духовная война (цикл фильмов)

## Награды
- Приз Парламентского Собрания Союза Белоруссии и России «За верность нравственным идеалам в киноискусстве» за фильм «Духовная война» (2006)[18];
- Премия Президента «За духовное возрождение» за создание авторской телепрограммы «Конспирология» (2005)[19];
- Лауреат специальной премии Президента Республики Беларусь деятелям культуры и искусства (2007);
- Заслуженный деятель культуры Республики Беларусь (2007)[2].

## Характеристика
Он вместе с Николаем Бурляевым стоял у истоков фестиваля «Золотой витязь» и трижды становился его лауреатом, неоднократно бывал во время войн в Республике Сербской (Босния) и в Косово, где снимал картины о сражающемся сербском народе. Фильмы и программы Юрия Азарёнка пробуждали у белорусов любовь к славянству и России и внесли огромный вклад в дело белорусско-российского единства. И то, что в Белоруссии два государственных языка, и то, что в республике высокие объединительные настроения — в этом не малая заслуга режиссёра Юрия Азарёнка.
— Николай Сергеев. О некоторых особенностях белорусско-российской интеграции.

…возможности видео- и аудиопровокаций авторы использовали вовсю. Ещё в 1995 году в видеофильме «Ненависть. Дети лжи» худрук проекта Юрий Азарёнок наложил голос Зенона Позняка на кадры нацистского факельцуга. В «Кривом зеркале» он перетащил часть фонограммы из «Дикой охоты короля Стаха» на видеоряд, «изобличающий» оппозицию. С легкой руки Азарёнка компьютерными спецэффектами стали изничтожать оппонентов власти и в видеофильмах АТН.
— Леонид Миндлин. За кадром. Архивировано 27 сентября 2007 года.

Человек сделал подлость и получил по заслугам. В мае 1995 года, накануне референдума о замене символики и введении второго государственного языка, начинающий режиссёр Юрий Азарёнок показал фильм «Ненависть. Дети лжи». В нём он использовал запрещённый приём — перебивку кадра: когда кадр с одним человеком тут же сменяется кадром с отрицательными персонажами. Так, сначала в фильме показывали меня, затем танцующих полицаев времён Отечественной войны. Следом Позняка, потом опять полицаев и так далее. Поскольку моя семья во время войны пострадала от полицаев, мы восприняли это как оскорбление. Я узнал адрес Азарёнка, вызвал его на лестничную площадку и представился. Он сказал, что знает меня. «Тогда ничего объяснять не надо», — сказал я и дал ему пощёчину. Это был разговор двух мужчин…
— Николай Статкевич в интервью. «Салідарнасці». Архивировано из оригинала 17 мая 2017 года.